# サプライズ人事
サプライズ人事（サプライズじんじ）とは、組織内での前例や慣例に則らず、周囲から予想されない人物が抜擢される人事のこと。また、逆に抜擢が行われると予想された時にさしたる人事が行われなかった場合にも逆の意味で使用される場合がある。

## 概要
日本では主に政権における人事に関して使われることが多い。「サプライズ」と言われるようになったのは小渕内閣あたりからであるが、同様の予想外の人事は小磯内閣の米内光政海軍大臣、第2次吉田内閣の泉山三六大蔵大臣など古くから例がある。三木内閣の末期に自由民主党幹事長に就任した内田常雄は、本人にとってすら予想外の人事に「歩いててマンホールに落ちたような」と発言し「マンホール幹事長」と揶揄された。なお、内田を起用した三木武夫も椎名裁定でサプライズ的に首相に就任し「青天の霹靂」と口にした。

## 「サプライズ人事」とされた例
小渕政権
- 宮沢喜一大蔵大臣
- 野田聖子郵政大臣

森政権
- 橋本龍太郎行政改革担当大臣[1]
- 川口順子環境庁長官

小泉政権
- 竹中平蔵経済財政政策担当大臣
- 塩川正十郎財務大臣
- 安倍晋三自由民主党幹事長
- 武部勤自由民主党幹事長
- 猪口邦子少子化担当大臣

安倍政権（第一期）
- 的場順三内閣官房副長官
- 小池百合子防衛大臣
- 増田寛也総務大臣
- 舛添要一厚生労働大臣

福田政権
- 伊吹文明自由民主党幹事長
- 中山恭子拉致問題担当大臣

麻生政権
- 小渕優子少子化担当大臣

菅政権
- 片山善博総務大臣
- 与謝野馨経済財政政策担当大臣
- 藤井裕久内閣官房副長官

野田政権
- 森本敏防衛大臣
- 田中眞紀子文部科学大臣

安倍政権（第二期）政権
- 麻生太郎副総理兼財務大臣[1]
- 谷垣禎一自由民主党幹事長
- 河野太郎外務大臣
- 山下貴司法務大臣
- 小泉進次郎環境大臣

岸田政権
- 麻生太郎自由民主党副総裁[1]
- 福田達夫自由民主党総務会長
- 小林鷹之経済安全保障担当大臣
- 高市早苗経済安全保障担当大臣
- 河野太郎デジタル大臣
- 小倉将信少子化担当大臣
- 上川陽子外務大臣[2]
- 加藤鮎子内閣府特命担当大臣（こども政策）[3]
- 自見英子地方創生担当大臣[3]
- 渡海紀三朗自由民主党政務調査会長